# Enzo Traverso
Enzo Traverso (Gavi, 14 ottobre 1957) è uno storico italiano, da anni attivo in Francia.

## Biografia
Nasce in Piemonte da una famiglia proveniente da Genova, che durante la seconda guerra mondiale era stata sfollata a Gavi Ligure, città di cui il padre, nel dopoguerra, diventerà sindaco per il Partito Comunista Italiano. Enzo Traverso frequenta il liceo a Novi Ligure e negli anni settanta si avvicina a Potere Operaio.
Dal 1985 vive in Francia dove ha insegnato presso la facoltà di scienze politiche dell'Università della Piccardia "Jules Verne" di Amiens e presso l'École des hautes études en sciences sociales di Parigi. Dal gennaio 2013 è Susan and Barton Winokur Professor of Humanities presso la Cornell University di Ithaca, negli Stati Uniti d'America.
Le opere di Traverso trattano del totalitarismo, di Auschwitz e della Shoah, ma anche di Paul Celan, Theodor W. Adorno, Walter Benjamin, Siegfried Kracauer.
In Germania Enzo Traverso è noto anche per le sue conferenze al Jour fixe Initiative Berlin (1998-2005), in particolare sul tema del significato di Auschwitz nella critica sociale odierna.
Enzo Traverso è stato membro della Lega Comunista Rivoluzionaria ed è autore di articoli per le riviste Rouge (cessata nel 2009) e Critique Communiste.

## Opere
- Gli ebrei e la Germania. Auschwitz e la simbiosi ebraico-tedesca, Bologna, Il Mulino, 1994, ISBN 88-15-04642-9.
- Insegnare Auschwitz. Questioni etiche, storiografiche, educative della deportazione e dello sterminio, a cura di, Torino, Bollati Boringhieri, 1995. ISBN 88-339-0916-6
- Il totalitarismo. Storia di un dibattito, Milano, Bruno Mondadori, 2002, ISBN 88-424-9546-8.
- La violenza nazista. Una genealogia, Bologna, Il Mulino, 2002. ISBN 88-15-08630-7
- Auschwitz e gli intellettuali. La Shoah nella cultura del dopoguerra, Bologna, Il Mulino, 2004. ISBN 88-15-09737-6
- Cosmopoli. Figure dell'esilio ebraico-tedesco, Verona, Ombre corte, 2004. ISBN 88-87009-59-7
- Il passato: istruzioni per l'uso. Storia, memoria, politica, Verona, Ombre corte, 2006. ISBN 88-87009-89-9
- A ferro e fuoco. La guerra civile europea, 1914-1945, Bologna, Il Mulino, 2007. ISBN 978-88-15118479
- Il secolo armato. Interpretare le violenze del Novecento, Milano, Feltrinelli, 2012. ISBN 978-88-07-11118-1
- Che fine hanno fatto gli intellettuali?, ombre corte, Verona 2014
- Malinconia di sinistra: Una tradizione nascosta Feltrinelli Editore, 2016. ISBN 9788858826812
- Enzo Traverso con Marcello Flores, Marina Cattaruzza e Simon Levis Sullam, Storia della Shoah - 10 volumi, Milano, UTET su progetto del Corriere della Sera, 2019.
- Comparare la Shoah: questioni aperte, in Storia della Shoah - Dibattiti e riflessioni sulla Shoah, 6° volume, pp. 137-173, in Corriere della sera inchieste, Milano, UTET e Corsera, 2019, ISSN 2038-0852 (WC · ACNP).
- Rivoluzione. 1789-1989: un'altra storia, Feltrinelli, Milano 2021. ISBN 9788858845097
- Gaza davanti alla storia, Laterza, Bari-Roma, 2024. ISBN 9788858156049